# Uniwersytet w Bordeaux
Uniwersytet w Bordeaux (fr. Université de Bordeaux) – francuski uniwersytet publiczny, założony w 1441 roku. W latach 1970–73 przekształcony w cztery uniwersytety: Université de Bordeaux I–IV.